# Bjergmynte
Bjergmynte (Clinopodium) er en meget omdiskuteret slægt. Det blev vist i 2004, at den er polyfyletisk, og man må derfor forvente, at nogle af de nævnte arter vil blive udskilt under andre slægtsnavne. For tiden rummer den ca. 13 arter, som alle er flerårige, urteagtige planter med opret vækst, firkantede stængler og modsatte, stilkede og ægformede blade. Blomsterne sidder flere sammen i bladhjørnerne, og de er 5-tallige, uregelmæssige (med kun ét symmetriplan og tydelig læbedannelse). Frugterne er kapsler med forholdsvis få frø.
| Beskrevne arter |

- Skov-Bjergmynte (Clinopodium grandiflorum)
- Hede-Bjergmynte (Clinopodium nepeta)
- Kransbørste (Clinopodium vulgare)

| Andre arter |

- Clinopodium ashei
- Clinopodium bolivianum
- Clinopodium chinense
- Clinopodium coccineum
- Clinopodium dentatum
- Clinopodium glabrum
- Clinopodium menthifolium
- Clinopodium umbrosum